# James Gordon Bennett Sr.
James Gordon Bennett Senior (Keith, 1º settembre 1795 – New York, 1º giugno 1872) è stato un editore e pubblicista statunitense, fondatore del New York Herald ed una delle figure chiave nella storia del giornalismo statunitense.

## Biografia
Nato da una facoltosa famiglia cattolica scozzese nel piccolo villaggio di Keith (Contea di Moray), all'età di quindici anni entrò al Blair College, un seminario cattolico presso Aberdeen, per diventare sacerdote, come era desiderio dei suoi genitori. Poiché le sue convinzioni personali non erano favorevoli né al Cattolicesimo né ad altre religioni tradizionali, dopo quattro anni abbandonò il seminario; sin dai suoi primi articoli la sua avversione per la religione cattolica sarà un elemento costante dei suoi scritti. Poco si sa dei primi anni successivi al suo abbandono degli studi, ma si ipotizza che abbia trascorso circa cinque anni viaggiando per la Scozia in visita nei suoi siti storici più importanti, guadagnandosi da vivere come editorialista per i giornali locali. Nel 1819 si unì ad un suo caro amico per emigrare in Nuova Scozia dove visse per breve tempo insegnando nelle scuole, per spostarsi successivamente a Portland, nei pressi del piccolo villaggio di Addison, ed infine si trasferì nel 1820 a Boston dove rimase colpito dai monumenti storici della recente rivoluzione. Dopo aver lavorato come correttore di bozze per tre anni per una casa editrice bostoniana, venne assunto dallo Charleston Courier in Carolina del Nord, in qualità di traduttore dallo spagnolo e durante questa esperienza iniziò a nutrire simpatie per il sistema dello schiavismo. Nel 1823 si trasferì a New York dove lavorò come pubblicista freelance e come aiuto editore. Alla fine del 1826 divenne corrispondente a Washington per il New York Enquirer del diplomatico, drammaturgo ed editorialista Mordecai Manuel Noah, e grazie agli articoli di questo periodo divenne noto anche a livello nazionale. Alle elezioni presidenziali del 1828 Bennett fu uno strenuo sostenitore di Andrew Jackson (Partito Democratico-Repubblicano), e nel 1829 Bennett convinse l'allora editore del New York Courier James Watson Webb ad acquistare il New York Enquirer, diventando il maggiore responsabile della nuova testata, per la quale curò personalmente le notizie di carattere finanziario e politico.

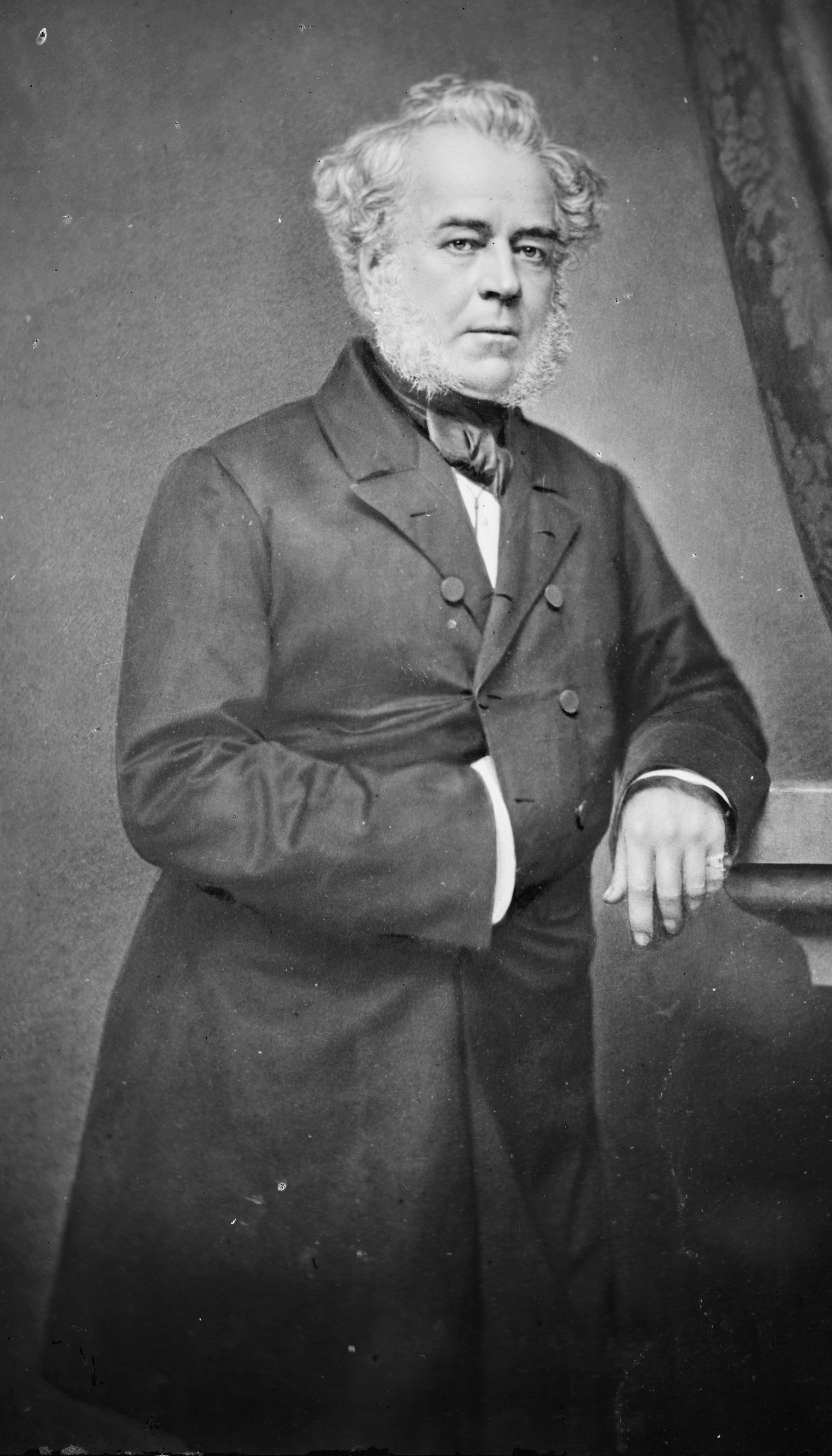
Foto di James Watson Webb, editore del New York Courier, scattata nel 1855 da Mathew B. Brady.

Di fede nettamente democratica, Bennett, tramite il New York Courier and Enquirer cercò di appoggiare la politica, soprattutto economica, del Presidente Andrew Jackson. Nel 1832 Bennett abbandonò la responsabilità della testata da quando il suo editore, Webb, iniziò a dare una netta impostazione al giornale in favore del partito Whig. Nel 1835, in condizioni economiche davvero modeste, cercò di dare vita ad una propria testata, ovvero il New York Herald, con l'intento di creare un giornale economico e politicamente aperto. Nonostante si diffondesse molto velocemente, soprattutto per la sua spregiudicatezza nella cronaca politica, la continua aggressione delle figure più eminenti del mondo affaristico e politico, portò a pesanti rappresaglie sulla sua persona, vedendosi aggredito per la strada e addirittura davanti all'entrata del suo giornale. Il suo articolo sull'assassinio della prostituta Helen Jewett e la pubblicazione della foto del suo cadavere sulla prima pagina del giornale nell'aprile 1836 suscitarono grande scalpore sia nel pubblico che nell'ambiente giornalistico per la spregiudicatezza dell'iniziativa.
Nel 1840 sposò l'emigrante irlandese Henrietta Agnes Crean e l'anno successivo il successo editoriale dell'Herald portò la testata ad avere corrispondenti persino nelle aule del Congresso. Sebbene fosse un fervente Democratico, si oppose sempre con ferma convinzione all'abolizionismo ed appoggiò le istante dell'Unione solo in quanto baluardo contro il secessionismo degli Stati del sud. Alla fine della guerra di secessione il dissenso dall'abolizionista Lincoln (membro del Partito Repubblicano) divenne manifesto e non fu colmato nemmeno quando lo stesso Presidente offerse a Bennett l'incarico politico di ambasciatore a Parigi, che venne declinato da Bennett il quale per tutta risposta appoggiò l'elezione di Andrew Johnson, democratico, uomo del sud, favorevole allo schiavismo e unionista. Tra i due nacque un vero e proprio connubio politico che non si interruppe nemmeno durante scelte difficilmente difendibili da parte del Presidente statunitense, di cui furono esempio il sostegno al veto contro la Freedmen's Bureau Bill e la Civil Rights Act del 1866. Ben presto il New York Herald divenne il più diffuso giornale statunitense ad appoggiare la politica presidenziale di Johnson, soprattutto nella sua continua contesa con il Congresso. Per questo stesso motivo Bennett si adoperò per la creazione di un nuovo partito moderato che mettesse insieme Repubblicani, War Democrats e Democratici moderati provenienti dagli stati del sud. Fu così che alla fine del 1866 nacque grazie agli sforzi di Bennett il National Union Convention per appoggiare e consolidare all'interno del Congresso la fazione favorevole a Johnson. Tuttavia l'esperienza di questo nuovo movimento moderato risultò fallimentare e l'elettorato degli stati settentrionali mostrò di appoggiare il Congresso. Dopo un periodo in cui Bennett, facendo tesoro del fallimento della National Union Convention, aveva iniziato a mostrare un certo distacco dal presidente Johnson, iniziò nuovamente a dargli un forte sostegno quando scoppiò il caso della deposizione del Segretario alla Guerra degli Stati Uniti d'America Edwin McMasters Stanton voluta dal Presidente.
Nel 1867 Bennett si ritirò dalla direzione del giornale, che venne affidata a suo figlio James Gordon Bennett Jr. che prese definitivamente le redini dell'Herald nel 1869. Il legame di Bennett senior con il suo giornale fu così forte che appena uscito dall'attività editoriale, cadde gravemente malato nel marzo 1872 a causa di una crisi epilettica le cui conseguenze le portarono alla morte il 1º giugno 1872.